# Blytt-Sernandertijdschaal
| Subperiode (geologie) |                | Etage1        | Pollen- zone1 | Tijd geleden (jaar) |
| --------------------- | -------------- | ------------- | ------------- | ------------------- |
| Holoceen              | Holoceen       | Subatlanticum | X             | 0 - 2.400           |
| Holoceen              | Holoceen       | Subatlanticum | IX            | 0 - 2.400           |
| Holoceen              | Holoceen       | Subboreaal    | VIII          | 2.400 - 5.660       |
| Holoceen              | Holoceen       | Atlanticum    | VII           | 5.660 - 9.220       |
| Holoceen              | Holoceen       | Atlanticum    | VI            | 5.660 - 9.220       |
| Holoceen              | Holoceen       | Boreaal       | V             | 9.220 - 10.640      |
| Holoceen              | Holoceen       | Preboreaal    | IV            | 10.640 - 11.560     |
| Pleistoceen           | Laat- glaciaal | Jonge Dryas   | III           | 11.560 - 12.700     |
| Pleistoceen           | Laat- glaciaal | Allerød       | II            | 12.700 - 13.350     |
| Pleistoceen           | Laat- glaciaal | Oude Dryas    | Ic            | 13.350 - 13.480     |
| Pleistoceen           | Laat- glaciaal | Bølling       | Ib            | 13.480 - 13.730     |
| Pleistoceen           | Laat- glaciaal | Oudste Dryas  | Ia            | 13.780 - 13.860     |

De tijdschaal van Blytt-Sernander is een opeenvolging van geologische etages in de afgelopen 15.000 jaar. De indeling werd opgesteld aan de hand van onderzoek naar de opeenvolging van hoogveen in Deense vennetjes, dat gegevens over het klimaat en klimaatveranderingen tijdens de laatste 13.000 jaar opleverde. Dit onderzoek werd gedaan door Axel Blytt (1876) en Rutger Sernander (1908). De onderverdeling werd later door Lennart von Post samengevoegd met een door hem opgestelde serie pollenzones.

## Geschiedenis van de tijdschaal
Gelaagdheid in hoogveen werd voor het eerst ontdekt door Heinrich Dau in 1829. De Koninklijke Deense Academie van Wetenschappen loofde een prijs uit aan wie een verklaring kon geven. Blytt bedacht dat de donkerdere lagen konden zijn afgezet in droge tijden en de lichtere in natte tijden. Hij noemde de droge tijden Boreaal (een koel en droog klimaat), de natte tijden Atlantisch (warm en nat klimaat). Carl Albert Weber deed rond 1900 soortgelijk onderzoek naar hoogveen in Duitsland, waar hij scherpe overgangen van lichte in donkere turf ontdekte. Hij noemde deze overgangen grenzhorizonten en kon ze correleren aan de natte en droge perioden van Blytt. Sernander maakte een vierdeling van twee droge (Boreaal en Subboreaal) en twee natte (Atlanticum en Subatlanticum) tijden. Bovendien breidde hij de tijdschaal uit door ook het laatste deel van de laatste ijstijd (Weichselien) toe te voegen en onder te verdelen. De schaal is daarna nog verder uitgebreid en verfijnd door diverse onderzoekers.
De indeling werd gemaakt voor de ontwikkeling van de C14- en O18-dateringen, waarmee het mogelijk werd lagen te dateren en het klimaat nauwkeuriger te reconstrueren.
Op het moment is onderzoek gaande met verschillende technieken en methodes om de tijdschaal verder te verfijnen, zoals 18O in ijskernen, kernen uit diepzeesedimenten, warven en jaarringonderzoek bij bomen. Voor zover mogelijk probeert men correlaties te leggen tussen deze verschillende bronnen van informatie. Tegelijkertijd blijkt het soms maar beperkt mogelijk klimaatveranderingen in het ene deel van de wereld met het andere deel te correleren. Desondanks blijken de belangrijkste klimaatveranderingen in Noord-Europa, Noord-Amerika en Siberië duidelijk overeen te komen.
De cycli van klimaatveranderingen blijken veel ingewikkelder dan aan de hand van de simpele warm-koud indeling van de Blytt-Sernandertijdschaal mag worden verwacht. Zo toonden recente kernen uit het Roskildefjord en het Kornerupmeer in Denemarken 40 en 62 cycli van pollen.

## Problemen

### Datering en kalibratie
Exacte datering van pollenlagen was pas mogelijk na de ontwikkeling van de C14-methode in 1949. De eerste dateringen waren ongekalibreerd, ze waren gedaan met de veronderstelling dat de uitwisseling van radioactief 14C tussen het materiaal en de omgeving door de tijd heen gelijk was. Deze veronderstelling bleek later niet te kloppen, waarna men de metingen ging kalibreren. Dit gebeurt door met andere technieken gedane dateringen te vergelijken met via C14 verkregen waardes, en deze vervolgens in een grafiek te zetten. In de grafiek kan de echte ouderdom afgelezen worden.
Het gevolg is dat in de literatuur en op internet chronologieën te vinden zijn die tot een paar duizend jaar van elkaar afwijken. Het verschil wordt veroorzaakt door kalibratie of de onnauwkeurigheid van de metingen. Soms is bij de dateringen van gebeurtenissen bovendien de standaarddeviatie weggelaten, omdat een enkele datum handiger werkt dan een bepaalde periode. Slechts zeer zelden kan een bepaalde gebeurtenis met zekerheid in één jaar worden geplaatst.

### Toepassing binnen de archeologie
De Blytt-Sernandertijdschaal wordt weleens gebruikt om archeologische culturen in een extra referentiekader te plaatsen. Sommigen gaan hier zo ver in, dat bepaalde technologische ontwikkelingen worden gekoppeld aan klimaatveranderingen. Dit wordt echter meestal gezien als een versimpeling en is niet onomstreden. Er is bijvoorbeeld geen logische reden te bedenken waarom men in Noord-Europa op de overgang van het Subboreaal naar het Subatlanticum (rond 600 BC) overging van de bronstijd naar de ijzertijd.

## Belangrijk pollen
Soorten planten waarvan het pollen of sporen gebruikt worden als klimaatindicator zijn bijvoorbeeld:
- Sphagnum sp., veenmossen (nat klimaat)
- Scheuchzeria palustris, veenbloembies
- Eriophorum vaginatum, eenarig wollegras
- Andromeda polifolia, lavendelhei
- Erica tetralix, gewone dophei
- Calluna vulgaris, struikhei (droog klimaat)
- Pinus sp., den
- Betula sp., berk
- Viscum album, maretak
- Ilex aquifolium, hulst
- Vitis sylvestris